# Excelsior Veldwezelt
Excelsior Veldwezelt was een Belgische voetbalclub uit Veldwezelt. De club was bij de Voetbalbond aangesloten met stamnummer 3624 en had rood-zwart-wit als clubkleuren. De ploeg trad aan in hun laatste seizoen aan in Vierde Klasse C. In 2013 werd het stamnummer van Veldwezelt geschrapt.

## Geschiedenis
De club werd opgericht in 1942 en sloot aan bij de Belgische Voetbalbond.Het was de opvolger van White Star Veldwezelt dat gespeeld heeft tussen 1930 en 1939. De club speelde vele jaren in de provinciale reeksen, tot men in het begin van de 21ste eeuw doorstootte naar de nationale reeksen. In 1999 versloeg men in de interprovinciale vierdeklasser KSV Mol en RRC Estaimpuis en zo promoveerde de club naar de Vierde Klasse.
Na amper drie seizoenen slaagde Veldwezelt er al in de titel te pakken in zijn reeks, en stootte zo door naar Derde Klasse. In 2005 zakte men weer, twee jaar later dwong men opnieuw promotie af.
In 2010 zat de club in de problemen. Nadat Péruwelz 24 punten afgepakt werd, stond Veldwezelt voorlaatste. De club zag het groene licht niet meer en degradeerde naar Vierde Klasse. Het eerste jaar na de degradatie behaalde men nog een plaats in de promotie-eindronde, maar de club kreeg financiële moeilijk en raakte de volgende jaren in problemen. Eind november 2012 overwoog de club algemeen forfait te geven en begin december werd Excelsior Veldwezelt ook genoemd als een van de clubs die zouden verschenen zijn in een Panorama-televisiereportage over zwart geld in het voetbal. In december gaf de club uiteindelijk toch forfait en werden alle resultaten van de club geschrapt. In 2013 werd het stamnummer van de club uiteindelijk geschrapt door de KBVB. Bij de start van het seizoen 2014/15 startte Veldwezelt een nieuwe voetbalclub, FC Veldwezelt. Momenteel speelt deze club in 3de provinciale.

## Resultaten
| Seizoen | Klasse | Klasse | Klasse | Klasse | Klasse | Reeks           | Punten | Opmerkingen                                                   |
|         | I      | II     | III    | IV     | P.I    |                 |        |                                                               |
| ------- | ------ | ------ | ------ | ------ | ------ | --------------- | ------ | ------------------------------------------------------------- |
| 1999/00 |        |        |        | 6      |        | Vierde Klasse C |        |                                                               |
| 2000/01 |        |        |        | 7      |        | Vierde Klasse C | 43     |                                                               |
| 2001/02 |        |        |        | 1      |        | Vierde Klasse C | 62     |                                                               |
| 2002/03 |        |        | 10     |        |        | Derde Klasse B  | 32     |                                                               |
| 2003/04 |        |        | 5      |        |        | Derde Klasse B  | 46     |                                                               |
| 2004/05 |        |        | 15     |        |        | Derde Klasse B  | 25     |                                                               |
| 2005/06 |        |        |        | 2      |        | Vierde Klasse C | 58     | Verlies in eindronde voor promotie tegen FC Bleid             |
| 2006/07 |        |        |        | 3      |        | Vierde Klasse C | 51     | Promotie na winst in eindronde                                |
| 2007/08 |        |        | 12     |        |        | Derde Klasse B  | 26     |                                                               |
| 2008/09 |        |        | 9      |        |        | Derde Klasse B  | 38     |                                                               |
| 2009/10 |        |        | 17     |        |        | Derde Klasse B  | 26     |                                                               |
| 2010/11 |        |        |        | 2      |        | Vierde Klasse C | 60     | Verlies in eindronde voor promotie tegen Wallonia Walhain CG  |
| 2011/12 |        |        |        | 6      |        | Vierde Klasse C | 48     |                                                               |
| 2012/13 |        |        |        | 18     |        | Vierde Klasse C | 0      | Algemeen forfait en schrapping van uitslagen in december 2012 |

## Bekende (oud-)spelers
- Jerome Beckers
- Mark De Man
- Nordin Jackers